# Шрі Чинмой
Шрі Чинмой (27 серпня 1931 — 11 жовтня 2007) — індійський релігійний діяч, філософ, спортсмен, художник, поет й драматург.

## Життєпис
Народився у с. Шакпура у Східній Бенгалії (сучасний Бангладеш). Був молодшим із сімох дітей. У 1943 році помер від хвороби його батько, а через кілька місяців померла і мати. У 1944 році Гхош приєднався до своїх братів і сестер, які перебували в ашрамі Шрі Ауробіндо, розташованому в Пудучеррі (тогочасна Французька Індія). Тут він перебував до 1964 року, вивчаючи різні духовні практики, перш за все вдосконалюючи вміння медитації.
У 1964 році за допомогою американських спонсорів ашрама Шрі Ауробіндо, Гхош емігрував до США, перебравшись до Нью-Йорку. Незважаючи на відсутність академічної освіти, Чинмой отримав посаду молодшого клерка в консульстві Індії. З боку колег та керівництва він отримав підтримку і пропозицію проводити бесіди, присвячені індуїзму. У 1966 році відкрив свій перший духовний центр на Пуерто-Рико. У 1968 році, після отримання грінкарти в США, прочитав перші лекції в цій країні. У 1970-х роках почав їздити із лекціями по Європі.
Водночас з духовними практиками займався створення музики. У 1976 році на лейблі Folkways Records Шрі Чинмой записав свій перший альбом під назвою «Музика для медитації». У 1984 році він почав серію безкоштовних концертів для світової гармонії. Безкоштовні виступи Шрі Чинмоя проходили, зокрема у Альберт-хол (Лондон), Карнегі-хол (Нью-Йорку), Ніппон Будокан (Токіо), Сіднейському оперному театрі.
Крім творчості Чинмой захоплювався, на любительському рівні, спортом. Він брав участь у змаганнях з тенісу на Іграх Ветеранів, включно із Всесвітніми Іграми Ветеранів у Пуерто-Рико у 1983 році. У середині 1980-х років захопився підняттям ваги, а у 1988 році ініціював програму «Піднімаючи Світ Серцем Єдності». Стає ідеологом ультрамарафону.
До 2000 року діяли центри Шрі Чинмоя у 60 країнах світу. Помер у 2007 році у Нью-Йорку від серцевого нападу.

## Філософія
Чинмой засновував свої філософські роздуми на традиційному індуїзмі з акцентом на відданості (бгакті) до своєї персони, як гуру і аватару, і до Бога. Головні принципи Шрі Чинмоя — любов, відданість і покірність Всевишньому. Але його популярність серед індійських духовних вчителів була також пов'язана з більш оригінальним способом життя — поєднання медитативних практик і релігійних ритуалів із спортом і музикою як доповнення до самореалізації. Вважав, що медитація несе світло душі, щоб досягти найвищої досконалості якомога швидше. Наказував своїм учням бути вегетаріанцями, відмовитися від алкоголю, наркотиків, шлюбу.

## Творчість
Згідно з твердженнями послідовників Шрі Чинмоя, він написав 1500 книг, 115 тисяч віршів і 25 тисяч пісень бенгальською та англійською мовами, створив понад 200 тисяч картин і дав 777 концертів. Також відомо, що Шрі Чинмой є автор 9 п'єс. Переважно вони мають релігійний зміст.

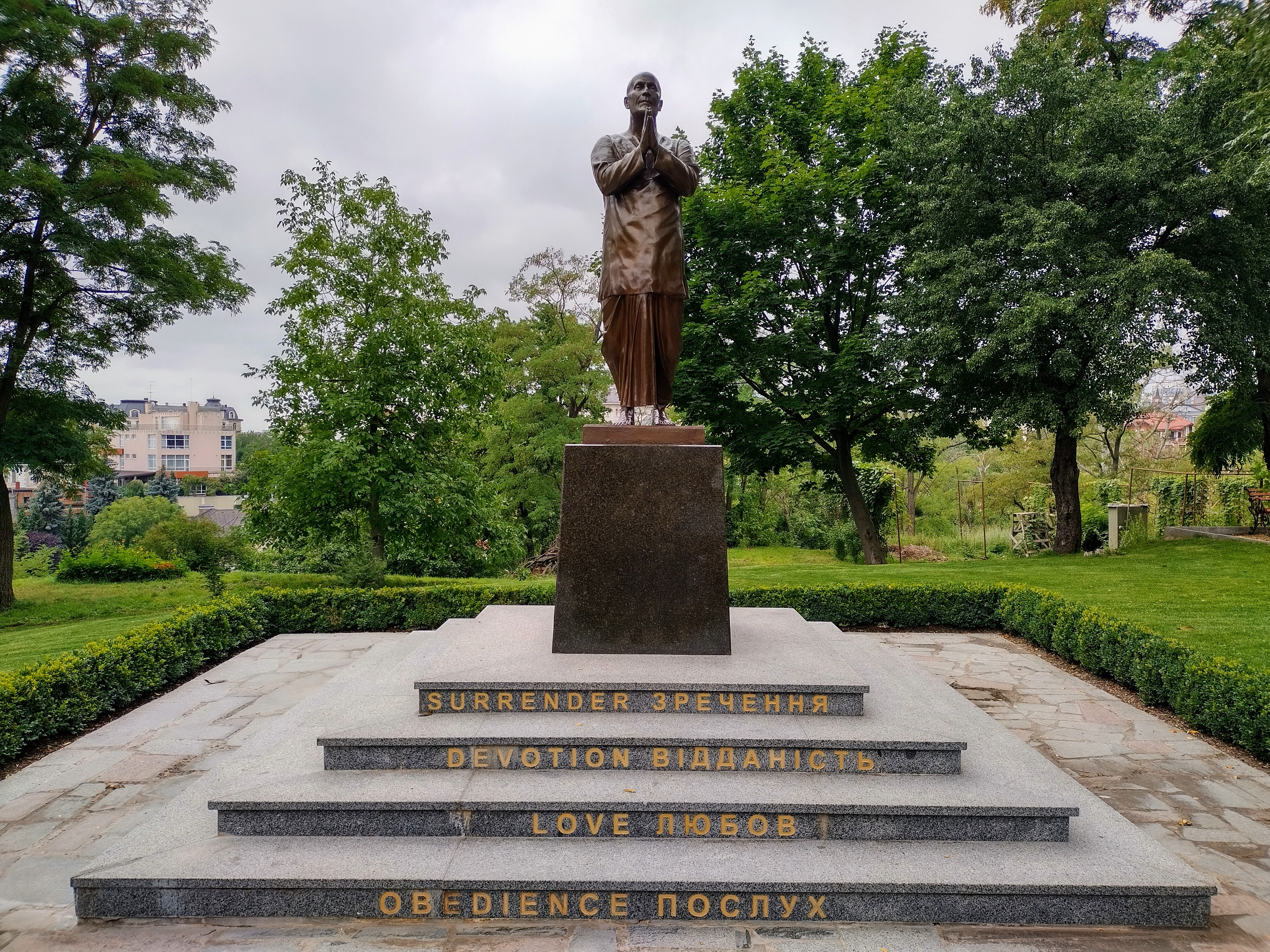
Скульптура Шрі Чинмою в ботанічному саду ім. М.М. Гришка (Київ, Україна)

Чинмой дійсно почав малювати у 1974 році під час візиту до Оттави (Канада). Його абстрактні картини являють собою суміш акрилу і малюнку пером. Сюжети пов'язані із птахами, мають вільні форми. Вони представлені в Луврі, бюро ЮНЕСКО в Парижі, Музеї Вікторії та Альберта в Лондоні, Музеї сучасного мистецтва в Санкт-Петербурзі, міжнародному аеропорту Джона Ф.Кеннеді в Нью-Йорку, і центральних установах Організації Об'єднаних Націй.